# جو هام
جو هام (بالإنجليزية: Joe Hamm)‏ هو لاعب كرة قدم أمريكي في مركز الوسط، ولد في 1 نوفمبر 1950 في سانت لويس في الولايات المتحدة. لعب مع Saint Louis Billikens men's soccer ‏.

## وصلات خارجية
- جو هام على موقع أوليمبيديا (الإنجليزية)